# アンドリュー・プランシェ
アンドリュー・プランシェ（英: Andrew Planche、1727年頃 - 1805年）は、フランス人のユグノー難民を父に持つ、宝石職人、陶芸家、俳優。彼はダービーに住み、少なくとも 4 人の子（ポール、ジェームズ、ジェームズ・バローズ（非嫡出子）、ウィリアム）をもうけた。

## 生涯
アンドリュー・プランシェは1727年か1728年の3月11日に、コーヒー商人だったポール・ブランシェとマリー・アン・フルニエの間に生まれ、ロンドンのソーホーにあるライダー・コーツ・チャペルで洗礼を受けた。1740年6月30日、ロンドンの金銀細工師組合にほど近いフォスター・レインで開業していた宝石・金銀細工師エドワード・モントナワの見習いとして雇われた。そして名前をアンドレ・ブランシェ (André Blanchet) からアンドリュー・プランシェ (Andrew Planche) に変えた。7年間の見習い期間を終えた1747年9月22日に、彼はサン・パンクラス教会でサラ・ジョーンズと結婚した。
彼は造形と磁器製作の技術を、かつてマイセンで働いていた父親から教わり、17歳の時には早くもダービーで小さな磁器を製作していたようである。1749年に、彼はロントン・ホールのウィリアム・リトラーの下で働いている。
1756年からは、ウィリアム・ドゥーズベリがノッティンガム・ロードに新しく開いた（後にロイヤルクラウンダービーとなる）ダービー磁器の工房で働いた。プランシェの母マリー・アン・フルニエと、フランスのヴァンセンヌおよびシャンティイで活動した造形師ルイス・フルニエとは何らかの関係があるかもしれない。プランシェ自身は、フランスでジャン＝クロード・デュプレシーの弟子として学んだ後、チェルシーで同じ仕事に就いたことでよく知られている。
彼の生涯の詳細については記録されていない点もままあるが、彼が1751年に一人、1754年に一人、1756年に二人の息子をもうけたのは確かな事実である。洗礼の詳細な記録によると、妻サラとの間にまずポールが生まれた。次にジェームズが生まれたが、1754年12月に生後2ヶ月で死去した。ポールとジェームズはいずれもセント・アルクムンド教会で洗礼を受けた。1756年にはさらに二人の息子が生まれた。マーガレット・バローズとの間に生まれた非嫡出子ジェームズ、妻サラとの間に生まれたウィリアムである。
1756年1月1日付の合意文書でプランシェは、ジョン・ヒース、ウィリアム・ドゥーズベリと共に、ノッティンガム・ロードに新しく開かれた磁器工房の運営に参加すると誓約している。この工房が、後にロイヤルクラウンダービーとなるのである。彼ら三名は「イングランド磁器の製作技術、および磁器製作技術に関係するあらゆる商品の売買で共に協力する」ことで合意した。
しかし1756年の末、プランシェはダービーを去ってロンドンに移り、ウェストミンスターにあるおじの会社アンソニー・プランシェ・アンド・コーで元の宝石職人に戻った。1764年、彼はヨークのベーカーが運営する喜劇団で新しいキャリアを始めるため、姓をフロアーに変えた。その夏の間、彼はこの劇団で北イングランドを巡業して回った。1768年、彼はサマセットのバースにあるオールド・オーチャード・ストリート・シアターでプロンプターになった。彼はここで31年間を過ごした。そして1805年1月に没し、同市のサン・ジェームズ教会に葬られた。

## 作品
プランシェ作と思われる磁器像は稀少である。ダービー博物館・美術館には『中国人の男と子供』の1752年初期タイプがある。このタイプは1750年から1756年にかけての「ドライ・エッジ」時代にあたるものである。この時代は、地に釉薬をかけず素焼きにしているところから名付けられた。
フランス風に作られ、手本として扱われたいくつかの小立像の驚くべき出来ばえは、ダービー磁器発展の礎となるものだった。「ドライ・エッジ」様式の製作は、今日ではプランシェよりアゴスティノ・カーリーニに帰せられているが、会社を運営し、特にこの才能ある職人を見出したプランシェの貢献は重要である。

## 一族
アンドリューの兄弟ジャックはジュネーヴで修行を積んだ時計職人だった。彼はベンジャミン・ヴリアミーの助手となり、彼らはいくつかの時計にダービー磁器を組み込んだ。ジャックの息子ジェームズ・プランシェはパントマイムの劇作家になり、また紋章官としてサマセット・ヘラルドの肩書を与えられた。